# 24274 Alliswheeler
24274 Alliswheeler è un asteroide della fascia principale. Scoperto nel 1999, presenta un'orbita caratterizzata da un semiasse maggiore pari a 2,5786733 UA e da un'eccentricità di 0,1732696, inclinata di 2,98515° rispetto all'eclittica.